# Metriogastor jenolanensis
Metriogastor jenolanensis är en kräftdjursart som beskrevs av Albert Vandel1973. Metriogastor jenolanensis ingår i släktet Metriogastor och familjen Philosciidae. Inga underarter finns listade i Catalogue of Life.